# Podgorec
Podgorec (bułg. Подгорец) – wieś w Bułgarii, w obwodzie Burgas, w gminie Ruen. W 2023 roku liczyła 359 mieszkańców.